# Ієронім Де Рада
Ієронім Де Рада (алб. Jeronim De Rada; *29 листопада 1814, Сан-Деметріо-Короне, Італія — †28 лютого 1903, там само) — албанський письменник, поет і публіцист. Зачинатель романтизму в албанській літературі й один із визначних представників національного відродження в Албанії. Входить в історію албанської літератури як один із її класиків, перш за все завдяки поемі «Пісні Мілосао».